# Wehrturm (Palterndorf)
Der Wehrturm in Palterndorf im Weinviertel (Niederösterreich) wurde 1414 erstmals im Liechtensteiner Urbar erwähnt. Der Turm dürfte aber bedeutend älter sein. Er ist der einzige gotische Dorfturm in Niederösterreich nördlich der Donau.

## Aufbau und Geschichte
Der Turm wurde aus Bruchsteinen erbaut, die Mauerstärke erreicht eine Dicke von über einem Meter an der Basis. Auf einer Grundfläche von 8 mal 8 Metern erhebt sich der Turm bis zur Traufhöhe von 14 Metern. Von dem einstigen Wall und Graben ist nichts mehr erhalten.
Im Erdgeschoß findet sich ein tonnengewölbter Raum, der durch eine später eingebaute Tür zugänglich ist. Dieser Zugang ermöglichte die Nutzung des Raums als Stall, Reste der Futtertröge sind noch vorhanden. Ursprünglich konnte dieser Raum nur durch ein Angsttürl vom ersten Geschoß des Turms erreicht werden. Eine Legende überliefert einen unterirdischen Fluchtweg in die Wehrkirche von Palterndorf, die Existenz dieser Verbindung konnte aber nicht nachgewiesen werden.
Der eigentliche Turmeingang ist ein Hocheinstieg im ersten Obergeschoß und konnte nur durch eine Leiter erreicht werden, bevor er 2004 durch eine außen am Turm angebrachte Holztreppe zugänglich gemacht wurde. Insgesamt hatte der Turm drei Geschoße und eine abschließende Plattform. Später erhielt er ein zeltförmiges Dach mit einer aufgesetzten Uhr. 1945 brannte der Turm aus und stand danach leer.
2005 wurde der Wehrturm von Palterndorf renoviert. Entsprechend der alten Geschoßeinteilung zog man eine Vollholzkonstruktion mit vier Ebenen ein. Der Turm kann besichtigt werden und beherbergt heute ein Museum, das in den Geschoßen eine Ausstellung über die Beziehungen des Ortes mit dem Deutschen Orden präsentiert (Palterndorf ist seit 1290 eine Deutsch-Ordens-Pfarre). Die oberste Plattform bietet eine beeindruckende Aussicht, die bis zu den Kleinen Karpaten in der Slowakei reicht.